# Michel Welter
Le Dr Michel Welter, né le 21 mars 1859 à Heiderscheid (Luxembourg) et mort le 22 avril 1924 à Mondorf-les-Bains (Luxembourg), est un médecin et homme politique luxembourgeois, ancien dirigeant du Parti social-démocrate (SdP) qui change de nom pour devenir le Parti socialiste (SP) en 1916.
Membre de la Chambre des députés de 1897 à 1916, il est nommé Directeur général de l'Agriculture, de l'Industrie et du Commerce du 24 février 1916 au 3 janvier 1917 au cours de l'occupation allemande du Luxembourg pendant la Première Guerre mondiale.   

## Biographie

### Jeunesse
Né le 21 mars 1859 à Heiderscheid, une ancienne commune du Luxembourg, il est issu d'une famille aux moyens modestes, quatrième de onze enfants. Il étudie dans plusieurs universités européennes, avant de s'installer à Esch-sur-Alzette puis à Luxembourg-Hollerich comme médecin généraliste.

### Parcours politique
D'après Alex Bodry et Ben Fayot, il n'est pas certain des raisons qui ont poussé Michel Welter à s'engager en politique. Il existe deux possibilités à ce sujet :
- la première voudrait que son travail lui ait permis d'être en relation avec des mineurs et cheminots dont les mauvaises conditions de vie et de travail l'auraient alors poussé à se lancer en politique[a] ;
- la deuxième s'explique par la diminution progressive du cens et l'augmentation du nombre d'électeurs issus des couches populaires en raison de l'accroissement démographique dans les cantons tels que ceux d'Esch-sur-Alzette ou bien de Luxembourg-Campagne[a].

Il se porte candidat aux élections législatives de 1896 aux côtés de Caspar Mathias Spoo (lb) dans le canton d'Esch-sur-Alzette en arborant une étiquette de démocrate. Il défend le suffrage universel, l'impôt progressif, les assurances sociales et souligne le désintérêt du gouvernement pour la classe ouvrière. Il fait également campagne pour le droit de vote des femmes, les congés payés, la sécurité sociale et le logement décent pour les travailleurs. Bien que son compère soit élu, ce n'est pas le cas de Michel Welter. Cependant, lors d'une élection législative partielle qui a lieu le 5 janvier 1897 dans la même circonscription, il passe le premier tour et fait l'objet d'un scrutin de ballottage avec M. Kirsch dont il ressort vainqueur le 12 janvier suivant. Sa campagne sociale lui vaut le surnom de « de rouden Dokter » (« le médecin rouge »).
En tant que publiciste, il écrit pour la revue politique l''Escher Courrier (1895-1896), puis pour le Patriot, l'Escher Volksblatt (1899-1901), l'Escher Journal (1902-1913) ainsi que le Frankfurter Zeitung. À partir de 1913, il contribue au Escher Tageblatt. Tout au long de sa carrière, il livre plusieurs combats avec le quotidien conservateur d'expression allemande Luxemburger Wort,. 
En 1902, Michel Welter s'installe à Luxembourg-Hollerich, où il cofonde le Parti social-démocrate (SdP). Il est délégué du Luxembourg à la Seconde Internationale et entre en contact avec Jean Jaurès, Clara Zetkin et August Bebel. 
C'est l'un des membres les plus influents du Bloc des gauches (Block), une alliance entre les socialistes et les libéraux conclue lors des législatives de 1908 pour contrer l'influence du « Bloc de droite ». Il fait alors campagne pour une séparation stricte de l'Église et de l'État au cours des débats parlementaires sur la loi sur l'éducation de 1912 dite « loi Braun ».
Le 24 février 1916, il est nommé au sein du gouvernement dirigé par Victor Thorn en tant que Directeur général de l'Agriculture, de l'Industrie et du Commerce grâce aux désordres économiques et sociaux auxquels le pays doit faire face au cours de la guerre. En tant que ministre, certaines de ses politiques en faveur du ravitaillement pour éviter une pénurie alimentaire sont incapables d'être mise en œuvre mais évite de justesse une famine pour le pays. On l'accuse d'avoir conclu un accord avec l'occupant allemand pour permettre l'importation de denrées alimentaires indispensables au Luxembourg — quant bien même un tel accord est impossible en raison du statut de neutralité dont dispose le Luxembourg. Il est tenu pour responsable et fait l'objet d'une motion de censure qui obtient une écrasante majorité le 22 décembre 1916 à la Chambre des députés. Bien que le président du gouvernement ait cherché à éviter son remplacement, il est contraint de le démettre de ses fonctions le 3 janvier 1917 pour que le socialiste Ernest Leclère lui succède. Il devient alors directeur de la section médicale de la station thermale de Mondorf,. 
Vers la fin de la guerre, il est membre du Soviet luxembourgeois, qui appelle à la nationalisation de l'industrie du fer, à l'introduction de la journée de 8 heures, à l'abdication de la grande-duchesse et à l'établissement d'une république. La question de la dynastie et de la forme de gouvernement est tranchée lors du référendum de 1919 et la même année voit l'introduction du suffrage féminin. Welter rejoint la Chambre des députés à nouveau en 1920, mais n'est pas réélu en 1922.

### Mort et postérité

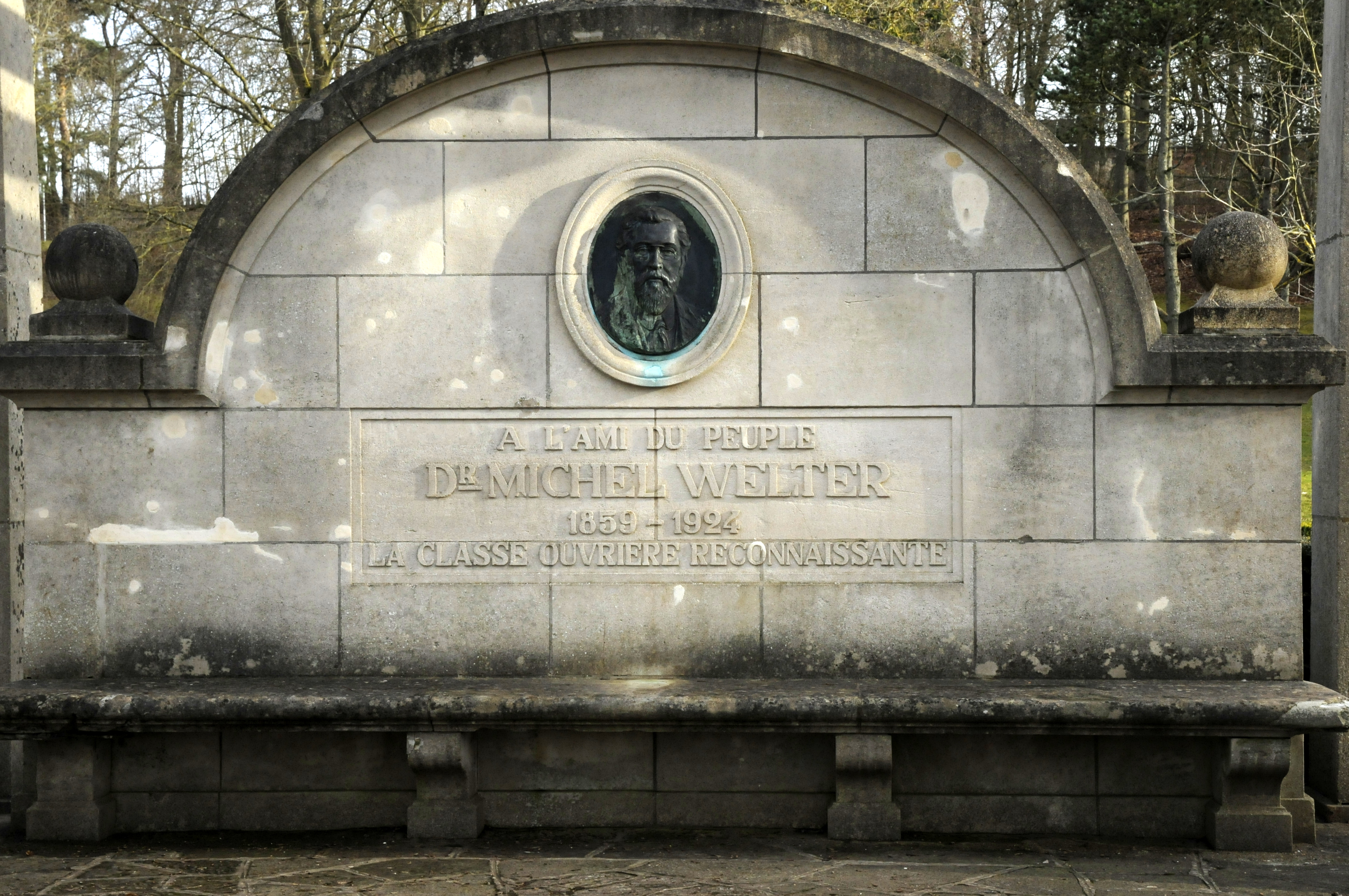
Mémorial en l'honneur de Michel Welter au parc du Galgenberg à Esch-sur-Alzette.

Le 22 avril 1924, il meurt d'un accident vasculaire cérébral à l'âge de 65 ans.
La ville d'Esch-sur-Alzette lui dédie un monument le 21 août 1927 dans le parc du Galgenberg avec l'inscription suivante : « À l'ami du peuple - la classe ouvrière reconnaissante ».